# Driveways (phim)
Driveways (tạm dịch: Lối Nhỏ Đường Đời) là một bộ phim chính kịch năm 2019 của Hoa Kỳ do Andrew Ahn đạo diễn, cốt truyện được chấp bút bởi hai nhà biên kịch Hannah Bos và Paul Thureen cùng với sự góp mặt của Hồng Châu, Lucas Jaye và Brian Dennehy. Dự án đã có buổi ra mắt toàn cầu tại Liên hoan phim quốc tế Berlin vào ngày 10 tháng 2 và hai tháng sau tiếp tục công chiếu ở Liên hoan phim Tribeca. Do sự bùng nổ mất kiểm soát của đại dịch COVID-19, hãng FilmRise quyết định phát hành bộ phim dưới dạng video theo yêu cầu tại Mỹ thay cho phiên bản chiếu rạp. Tác phẩm lột tả câu chuyện tình người mộc mạc qua hình ảnh hai mẹ con đơn thân rời quê đến tiểu bang khác để dọn dẹp và bán đi căn nhà của người chị quá cố, tình cờ quen biết rồi kết thân với một cụ già góa vợ lớn tuổi sống kế bên.
Driveways được giới phê bình đánh giá rất tích cực, nhận về hai đề cử giải Tinh Thần Độc Lập ở hạng mục Kịch bản đầu tay hay nhất và Nữ diễn viên chính xuất sắc nhất. Phần lớn lời tán dương chủ yếu tập trung vào hai khía cạnh chính: mô tả về mối quan hệ của chòm xóm láng giềng, thứ mà nhiều người đã bỏ lỡ do sự thi hành các biện pháp giãn cách xã hội để kiểm soát dịch bệnh và màn nhập vai của nam diễn viên Dennehy từng đoạt hai giải Tony và Quả Cầu Vàng - ông đã qua đời một tháng trước khi phim kịp phát hành. Giới chuyên gia cho rằng đây là những thước phim xuất sắc cuối cùng trong sự nghiệp của ông.
Với mong muốn khắc họa rõ nét hình ảnh một gia đình thân mật và sự trùng hợp thời niên thiếu cùng trưởng thành ở miền Trung Tây nước Mỹ, Andrew Ahn đã chọn kịch bản của Bos và Thureen. Dự án đánh dấu sự trở lại của vị đạo diễn người Mỹ gốc Hàn, người từng tạo tiếng vang với tác phẩm đầu tay Spa Night trước đó 3 năm. Cốt truyện thay đổi hai nhân vật chính từ dân bản địa da trắng sang người gốc Á vì lý do nghệ thuật. Quá trình quay phim diễn ra vào mùa hè năm 2018 tại vùng thung lũng Hudson của New York, chủ yếu thuộc khu vực xung quanh thành phố Poughkeepsie.

## Cốt truyện
Vào đêm cuối hạ tại khu dân cư vùng ngoại ô New York, tiếng ồn phát ra từ chiếc ô tô chợt dừng trước ngôi nhà cũ. Tay cầm túi ngủ bước vào hiên và phát hiện căn hộ đã bị cắt điện, Kathy cùng con trai Cody di chuyển đến nhà nghỉ gần đó. Del - một cụ ông sống kế bên, quan sát động tĩnh hai mẹ con từ cửa sổ tầng trên.
Để tiện cho việc đóng gói đồ đạc và rao bán, sáng hôm sau Kathy liên hệ công ty điện lực nhờ họ cấp lại điện cho căn nhà của người chị gái quá cố April, đầu dây bên kia báo chủ hộ vẫn còn nợ doanh nghiệp tận 900 đô la sau khi qua đời. Mãi cho đến khi bước vào được ngôi nhà, Kathy mới vỡ lẽ không ngờ chị cô mắc chứng nghiện tích trữ khiến phòng ốc ngập tràn đủ thể loại đồ vật.
Bị mắc kẹt trong mớ đồ thừa kế lộn xộn, Kathy để con trai tự do khám phá thế giới mới xung quanh. Nhìn thấy Cody chật vật mở chiếc vòi nước cũ kĩ để uống ngoài hiên, Del - cựu chiến binh sống cô độc cạnh nhà, người có thói quen ngồi nơi thềm cửa trầm tư về một thời đã qua  - bảo cậu bé vặn vòi theo hướng ngược lại. Khi thấy áo con mình ướt sũng, Kathy gặng hỏi Cody thì được biết có một ông già hàng xóm đang ngồi ngoài hiên, tưởng nhầm Cody đã làm phiền Del nên bị xịt nước vào người, Kathy đến hỏi chuyện rồi cộc lốc nói với Del rằng cô không muốn con trai mình tiếp xúc với người lạ. Tuy nhiên vài hôm sau đó, khi thấy chuyến xe chở Del đến trung tâm bảo trợ cựu chiến binh địa phương (VFW) vẫn chưa xuất hiện, hai mẹ con đề nghị đưa Del đi để ông tham gia buổi chơi bingo hàng tuần, rồi tình bạn giữa họ dần nảy nở. Cho đến khi trở lại căn hộ của April vài ngày sau, Kathy ngạc nhiên thấy trước cửa xuất hiện mớ dây cáp điện được câu từ nhà của cựu chiến binh, Del muốn hai mẹ con cô có điện để dùng.
Thời gian dần trôi, một vài nhân vật hàng xóm khác lần lượt lộ diện tô điểm thêm cho cuộc sống bình dị, đó là hai anh em cùng trang lứa bắt chuyện với Cody, là Linda - bà của hai đứa trẻ Brandon và Reese - tọc mạch với câu thoại ẩn hiện sự kỳ thị chủng tộc. Đêm cuối trọ trong nhà nghỉ, Cody hỏi mẹ về bà dì đã khuất nhưng Kathy cũng chẳng biết gì hơn về người chị gái hơn 12 tuổi của mình. Đến khi chính thức dọn về ở tạm ngôi nhà cũ, hai mẹ con mới quyết định xử lý thi thể khô của con mèo đã chết trong bồn tắm, Del giúp Cody tìm khu vực vắng vẻ để chôn xác gần đó. Vài hôm sau, sau khi trao đổi hoàn tất thương vụ chào bán, dù trong lòng không muốn nhưng Kathy vẫn đưa Charlene - nhà môi giới địa phương, đến tham quan một vòng quanh căn hộ. Cho đến khi bước chân vào trong và chứng kiến đống đồ chất thành núi, Charlene mới hiểu lý do tại sao bà mẹ đơn thân lại e dè. Nước mắt Kathy chợt rơi, trong đầu rối bời đủ thứ trăn trở, cô không hề biết chị mình đã sống như thế này suốt ngần ấy năm.
Ngày nọ, vì bận mua một số thứ lặt vặt nên Kathy đã nhờ bà hàng xóm trông hộ con trai. Vốn sở hữu tính cách nhạy cảm và trầm tư, Cody không hoà nhập được với bạn bè trạc tuổi và đã nôn mửa khi bị hai đứa cháu bà Linda ép chơi đấu vật. Thấy vẻ mặt hốt hoảng của Cody chạy về nhà, Del vội đến hỏi thăm thì biết được đây là chuyện thường xảy ra khi bị căng thẳng. Như cách mẹ cậu lý giải, “Thằng bé đôi khi thấy ngộp. Lớp học karate, tiệc sinh nhật bạn bè, những ngày cắm trại...". Del chia sẻ cùng cậu bé 8 tuổi ký ức về buổi leo núi cắm trại, nhớ lại khoảng thời gian ông cũng đã từng nôn rất nhiều lúc còn ở trên tàu chở đoàn quân trong cuộc chiến tranh Triều Tiên. Và Cody trở thành người bạn đọc truyện cho cựu chiến binh nghe, hỏi ông về người vợ đã khuất bằng những lời vô tư ẩn hiện nỗi chua xót.
Kathy - theo một góc nhìn khác, không vứt bỏ hoàn toàn tự do cá nhân của riêng mình. Cô có thói quen hút thuốc, uống rượu, lẻn vào quán bar ban đêm nhưng không dẫn người đàn ông lạ nào về nhà. Đôi khi cô gắt gỏng với con trai nhưng vẫn luôn yêu thương và quan tâm con hết lòng. Đến sinh nhật tuổi thứ 9, Cody mời Del và bọn trẻ hàng xóm đến dự tiệc tại một sân trượt patin địa phương. Tuy nhiên đến phút cuối chỉ có Del là người duy nhất xuất hiện, hai mẹ con cùng cựu binh quyết định đến VFW tổ chức tiệc ăn mừng với những thành viên trong hội.
Ngày tổng dọn xong ngôi nhà, Kathy tổ chức buổi trao đổi các đồ vật đã qua sử dụng. Thay vì rao bán, hai mẹ con dự tính sẽ chuyển đến sống luôn tại đây. Cùng lúc đó, con gái của Del - một thẩm phán ở Seattle, báo lại sẽ đưa ông đến ở viện dưỡng lão gần nơi cô cư trú để tiện chăm non cha mình. Hay tin, Cody tức giận bỏ chạy thật nhanh trên những lối mòn, Del từ phía sau đến ôm cậu bé vào lòng rồi an ủi.
Những thước phim cuối lướt nhanh trên bậc hiên nhà của cựu binh. Ngày dọn ra ngoài, ông và Cody cùng ngồi xuống trò chuyện, cậu bé vẫn có thể nhờ mẹ chở đến thăm ông khi rảnh rỗi. Rồi Del hồi tưởng lại ký ức của một thời đã qua, về những chuyến đi nhờ xe cùng người bạn sau khi rời quân ngũ, về thời gian ít ỏi dành cho gia đình vì đã làm việc quá nhiều, và về nỗi hối hận của những điều chưa nói khi vợ mình còn sống...

## Diễn viên
- Hồng Châu trong vai Kathy
- Lucas Jaye trong vai Cody
- Brian Dennehy trong vai Del
- Christine Ebersole trong vai Linda
- Jerry Adler trong vai Rodger
- Stan Carp trong vai Lester
- Bill Buell trong vai Tom
- Robyn Payne trong vai Charlene
- Samantha Jones trong vai Lisa
- Sophia DeStefano trong vai Anna
- Jeter Rivera trong vai Miguel
- Jack Caleb trong vai Brandon
- James DiGiacomo trong vai Reese
- Joe Felece trong vai Người gọi Bingo
- Jennifer Delora trong vai Cheryl
- Laurent Rejto trong vai Thủ quỹ

## Sản xuất
Sau thành công của bộ phim điện ảnh đầu tay Spa Night, đạo diễn Andrew Ahn muốn dự án tiếp theo của mình phải là một điều gì đó khác xa với trải nghiệm cá nhân. "Tôi cảm thấy thực sự phát ốm với bản thân": anh trả lời phỏng vấn tạp chí Filmmaker - "Tôi không muốn kể về người đồng tính và người Mỹ gốc Hàn nữa."
Theo Hồng Châu, nữ diễn viên đã liên hệ với Ahn bày tỏ mối quan tâm đến việc hợp tác, cô bắt đầu bị thu hút khi vị đạo diễn nói rằng anh đã trao đổi với nhà sản xuất định hướng tường thuật câu chuyện về mối thân mật gia đình cho bộ phim thứ hai của mình. Châu thấy đó là sự khác biệt so với tham vọng của hầu hết các đạo diễn sở hữu những bộ phim đầu tay được đánh giá cao. Theo kinh nghiệm của Châu, thường thì họ có xu hướng chuyển sang những dự án nhượng quyền kinh phí lớn, cô nói: "Thiết nghĩ, 'Mình phải đi cùng anh chàng này.'"
Nhà biên kịch Paul Thureen cho biết nguồn cảm hứng câu chuyện đến từ xuất thân cùng quê với Hannah Bos về những ngày còn làm việc trong cửa hàng đồ cổ của mẹ Bos lúc còn nhỏ. "Cô ấy thường phải vào nhà những người sau khi họ chết", Thureen nhớ lại. "Vậy nên cô hay quan tâm đến những câu chuyện mà các đồ vật kể về chủ của nó.":5:15  Sợi dây liên kết giữa hai mẹ con Kathy và Cody trong Driveways được mô phỏng theo mối quan hệ của Bos với mẹ cô ấy.:2:50
Gần cuối phim, chi tiết chuyến đi nhờ xe cựu chiến binh (Del) kể lại khi còn là chàng trai trẻ sau khi thực hiện nghĩa vụ quân sự giống với chuyến đi mà cha của Thureen đã thực hiện ở giai đoạn tương tự trong cuộc đời ông.:21:50 Thureen cũng tựa như Cody, là một đứa trẻ nhút nhát và lo lắng đến mức nôn mửa trước bữa tiệc sinh nhật của chính mình hoặc các sự kiện xã hội căng thẳng khác, cũng chính vì điều này lại khiến anh coi trọng mối quan hệ với người lớn tuổi.:30:15
"Điều tôi thích ở lối hành văn của Hannah và Paul là họ lĩnh hội rất rõ các nhân vật và trường kịch tính của một cảnh phim": Ahn cho biết. Đặc biệt anh ca ngợi nguồn kịch bản vì sự tôn trọng mà bộ đôi này dành cho nhân vật của mình.:6:40  "Công việc của họ thực sự căng thẳng, nhưng theo một cách rất tinh tế, và họ đang làm những việc mà tôi không thể làm được." Cụ thể trong Driveways, anh đã chỉ ra màn độc thoại cuối cùng của Del chính là một trong số chi tiết đó.

### Tiền hậu kỳ
Đạo diễn đã xem xét nhiều kịch bản khác trước khi nhà sản xuất Joe Pirro gửi cho anh Driveways. Sau khi lướt sơ vài trang đầu tiên trong một quán cà phê đông đúc, Ahn nhận ra mình cần phải về nhà nghiền ngẫm một mình để cảm nhận trọn vẹn, cuối cùng câu chuyện khiến anh rơi nước mắt.:47:20 "Tôi đã bị choáng ngợp bởi cảm giác ngập tràn tình người của nó.":2:55–3:30 Anh tâm sự: "nó khai phá ý nghĩa của việc kết nối với người khác... bất chấp những rào cản, chúng ta có thể tìm thấy điều gì đó thực sự nhân văn và sâu lắng.":21:55
Driveways - tương tự như Spa Night - đều mang nhịp điệu chậm, sâu, có chủ đích. Điều này lại tương phản với mong muốn ban đầu của vị đạo diễn là tạo nên thước phim càng khác với tác phẩm đầu tiên của anh càng tốt. Ahn gợi ý hai mẹ con Kathy và Cody nên khắc họa là người châu Á thay vì dân da trắng nhằm nhấn mạnh sự khác biệt của họ trong cộng đồng sinh sống của người chị quá cố April. Chính sự thay đổi này đã mang lại thêm ý nghĩa cho một số đoạn hội thoại trong phim, chẳng hạn như cuộc gặp đầu tiên của Kathy và Linda.:7:00  Ahn nhớ lại, các nhà sản xuất rất hào hứng với ý tưởng này.:7:50
Điều đặc biệt là bộ phim không đề cập đến một nhóm dân tộc cụ thể nào, điểm mấu chốt này khiến Châu đánh giá cao. "Tôi chắc chắn không đồng ý tham gia dự án nếu Kathy và Cody là những nhân vật hai chiều tồn tại chỉ để trải nghiệm nạn phân biệt chủng tộc hoặc vi hiếp. Rồi khán giả sau đó lại nhận được một số thông điệp nặng nề về việc kỳ thị sắc tộc tệ hại đến mức nào." Ahn tìm thấy vài mặt hàng trông giống như các vật phẩm châu Á khác lạ cho kho đồ tích trữ của nhân vật April, nhưng anh không thực sự đề xuất bất kỳ thứ gì với nhà thiết kế sản xuất của bộ phim.:16:50
Câu chuyện ban đầu lấy bối cảnh ở miền tây Illinois, nơi hai nhà văn Hannah Bos và Paul Thureen lớn lên. Ahn thấy việc chuyển đến Thung lũng Hudson tại New York thật mỉa mai vì dẫn đến quá trình quay phim hầu hết diễn ra trong và xung quanh thành phố Poughkeepsie, nơi Bos và Thureen gặp nhau khi còn là sinh viên tại Cao đẳng Vassar. Kịch bản không cần chỉnh sửa nhiều để phản ánh sự thay đổi đó.:21:15
Đạo diễn Ahn cho biết tác phẩm Spa Night trước đó gặp khó khăn về tài chính vì lý do chủ đề khai thác, một phần dựa vào số tiền huy động được thông qua công ty gây quỹ Kickstarter. Còn Driveways thì sử dụng nguồn tài chính dành cho phim độc lập truyền thống của Mỹ, điều này phụ thuộc vào dàn diễn viên góp mặt. Dennehy là một trong những nghệ sĩ đầu tiên cam kết tham gia dự án, sau khi ông thích kịch bản. Nữ diễn viên Hồng Châu - khi xem Spa Night tại rạp chiếu, đã gửi email cho Ahn và nói sẽ sẵn lòng làm bất cứ điều gì anh muốn cô thực hiện ở bộ phim tiếp theo. Trong buổi gặp mặt trao đổi công việc, Ahn tin rằng "Cô ấy sẽ mang tính nhân văn đó đến với nhân vật mà tôi hằng tìm kiếm.":1:50  Công ty sản xuất Maven Pictures sớm tiếp nhận Driveways.

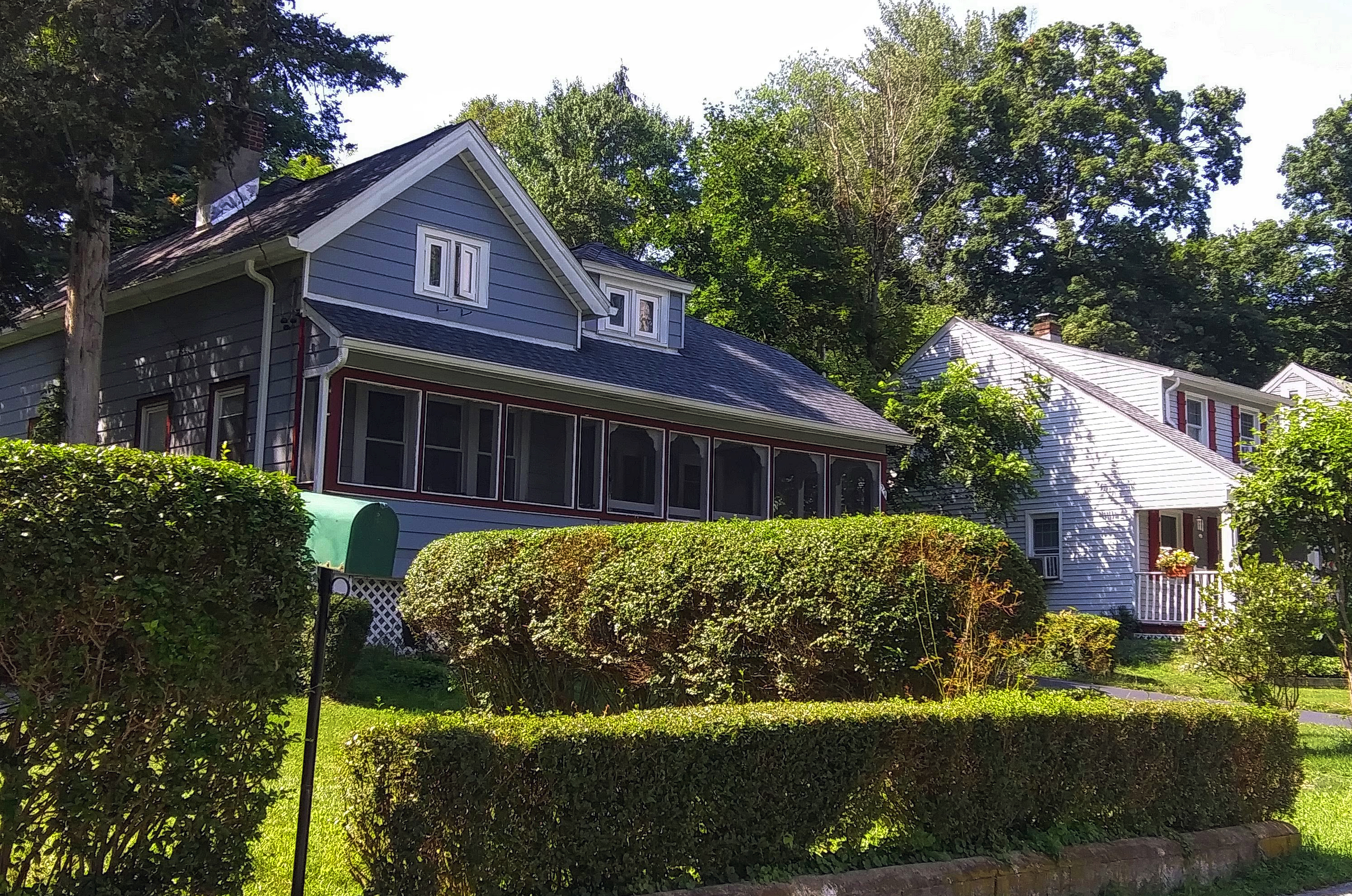
Hai ngôi nhà từng sử dụng trong phim được chụp vào tháng 7 năm 2021.

Ahn cảm thấy không thoải mái ở thời điểm bắt đầu sản xuất vào năm 2018 cho đến khi tìm được một cặp nhà, cả hai đều có hiên và ngăn cách nhau bởi con hẻm lái xe vào căn hộ. Đây hoàn toàn có thể là vị trí chính thức của bộ phim. Anh giải thích: “Tôi thực sự muốn có sự chân thực về khoảng không và nơi chốn. Điều đó rất quan trọng đối với các diễn viên, họ có thể bước vào và ra khỏi không gian mà không chịu sự tách biệt giữa hai bên. Chúng tôi chẳng cần phải quay phân khúc cảnh ở một địa điểm vào ngày này rồi bữa kia lại tiếp tục như thế tại chỗ khác." Đạo diễn, các nhà sản xuất và nhân viên tìm khu vực quay đã lùng sục khắp Poughkeepsie, cuối cùng họ hỏi một nhà môi giới bất động sản địa phương, vị này hóa ra không chỉ biết chính xác nơi có hai căn hộ phù hợp với thông số kỹ thuật của dự án, mà còn là người quen với những gia đình sống trong đó.
Điều quan trọng đối với đạo diễn là phải rõ ràng ở chi tiết hàng xóm láng giềng - ngoài việc là khu dân cư, không nằm trong lòng thành phố. Anh tin rằng "cảm giác của thị trấn nhỏ" sẽ làm tăng thêm sự cảnh giác ban đầu mà Kathy và Cody cảm thấy, đặc biệt là với những nhóm người thiểu số chủ yếu quen sống ở thành phố. "Chúng tôi đồng thời cũng muốn ghi lại vẻ đẹp tự nhiên của không gian." Ahn lái xe vòng quanh nhìn thoáng qua vài địa điểm khác vì anh muốn mình càng quen thuộc với khu vực này càng tốt để khắc họa nó một cách hiệu quả.
Lucas Jaye đã có vai diễn định kỳ trong phim truyền hình Fuller House nhưng chưa từng tham gia bất kỳ phim điện ảnh nào trước đó, cũng là diễn viên cuối cùng trong số ba vai chính được chọn; cha mẹ Jaye suýt nữa quên mất đưa băng thử vai của con cho đoàn làm phim trước hạn chót vì gia đình họ đang có chuyến đi đến Disneyland.:7:20
Châu chỉ đọc kịch bản với Jaye, điều này khiến cô nhẹ cả người vì không muốn phải lựa chọn giữa nhiều đứa trẻ khác. Cô dành lời khen cho giám đốc casting Avy Kaufman vì đã thu hẹp lựa chọn xuống còn mỗi Jaye. Ahn sau đó nói với Châu rằng anh cũng đi đến kết luận tương tự và muốn xem hai cô cháu làm việc cùng nhau ăn ý như thế nào.
Khoảng cách tương đối gần của quá trình sản xuất với Thành phố New York giúp Christine Ebersole nhận lời đóng vai Linda. Vào thời điểm đó, bà đang biểu diễn trên sân khấu Broadway và "có thể đến rồi làm việc vài giờ trên trường quay, sau đó quay trở lại thành phố để biểu diễn vào buổi tối. Nó thực sự hiệu quả." một phần cũng vì sự cởi mở của các nhà làm phim đối với lối diễn xuất của bà. "Hoàn toàn không có trở ngại nào trong việc tìm hiểu nhân vật này là ai".:10:25
Nhà thiết kế trang phục Matthew Simonelli gợi ý với Ahn hai nhân vật chính nên mặc vài chiếc áo giống nhau trong các phân cảnh riêng biệt, vì ban đầu họ dự kiến đến thị trấn dành không quá vài ngày để thu dọn đồ đạc trong nhà và có thể phải chia sẻ quần áo nếu ở lại lâu hơn.:17:45

### Quay phim

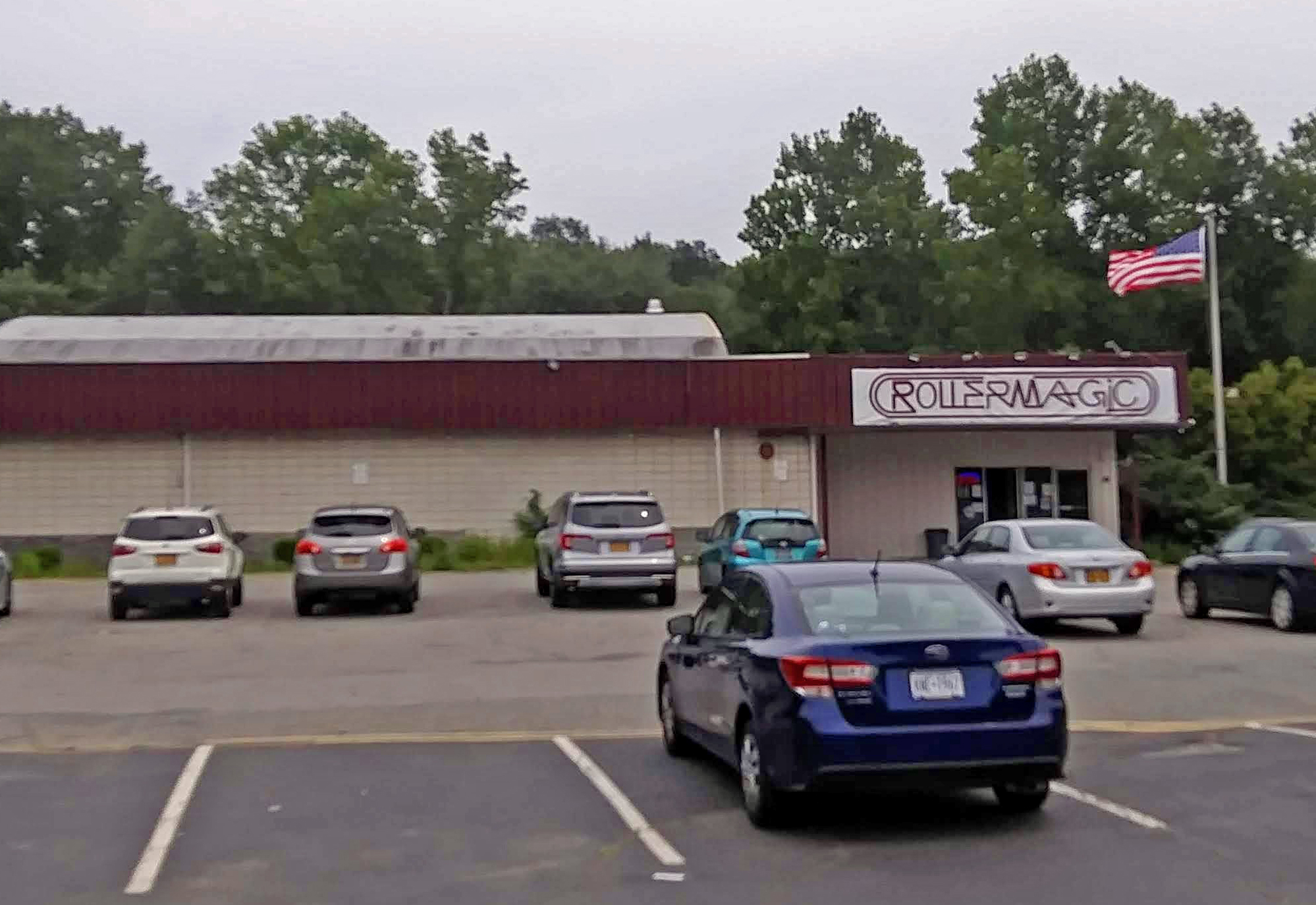
Sân trượt băng Rollermagic là nơi tổ chức tiệc sinh nhật của Cody.

Quá trình ghi hình chính thức diễn ra trong hai tháng 7 và 8 năm 2018. Nhà sản xuất đã thành lập văn phòng tại trung tâm hành chính Mid-Hudson ở thành phố Poughkeepsie thuộc tiểu bang New York (nay là trung tâm hội nghị Majed J. Nesheiwat) và dựng thêm một số bối cảnh cho các khung hình nội thất tại đó. Với những nơi khác trong quận Dutchess, vài địa điểm được sử dụng cạnh khu phố có hai ngôi nhà bao gồm quầy bán kem Hyde Park và sân trượt patin, đây đồng thời là nơi Hannah Bos (nhà biên kịch) đã vui chơi khi còn là sinh viên tại Cao Đẳng Vassar. Ngoài ra, một phân đoạn khác trong phim cũng được quay tại cửa hàng kim khí ở thung lũng Pleasant gần đó.
Quá trình sản xuất đã tìm ra vài địa điểm khác bên kia sông Hudson ở Hạt Ulster. Hai nhân vật Del và Cody đến thăm thư viện Rosendale trong một cảnh, kế đó là Del và Rodger đi mua sắm tại cửa hàng tạp hóa nhỏ ở quận lỵ và thị trấn khác. Vài khu phố đô thị cũng được quay trong khu Kingston và làng New Paltz. Joe Pirro ước tính quá trình sản xuất đã tiêu tốn hơn một triệu đô la Mỹ trong 10 tuần quay phim.
Ahn đã từng làm việc với diễn viên trẻ trước đây khi thực hiện tác phẩm ngắn đầu tay Andy, chính vì thế anh "không cảm thấy sợ hãi trước thử thách hoàn thành bộ phim truyện lấy diễn viên nhí làm trung tâm." Ahn đưa cha mẹ Jaye xem trước kịch bản, còn bản thân cậu chỉ được đọc những phân đoạn mình sẽ diễn từ 20 đến 30 phút trước khi bấm máy. “Tôi chỉ muốn cậu bé hiện diện và đúng lúc”: Ahn nói và cho biết Jaye đã làm rất tốt trong mọi cảnh quay. Nhìn chung, vị đạo diễn phân tích: "Tôi không muốn màn trình diễn của Jaye trở nên siêu đáng yêu, giống như kiểu quảng cáo nước ép nho của Welch. Tôi muốn nó trông như sự sống.":49:00
Jaye và Dennehy đã làm việc cùng nhau được vài ngày trước khi Châu đến để thực hiện các phân cảnh của cô. Trong thời gian đó, họ gầy dựng mối quan hệ tựa như chính nhân vật mình đảm nhiệm; Ahn nhớ lại anh đã phải thúc giục Dennehy trong vài trường đoạn phải trở nên cộc cằn hơn một chút với Jaye.:17:00  Đến ngày bấm máy, sau khi quay xong đoạn cựu chiến binh (Del) bảo Cody rằng ông sẽ chuyển đến Seattle, Dennehy hỏi liệu hai ông cháu có thể quay thêm vài cảnh nữa không vì màn thể hiện của Jaye đã khiến ông nảy sinh thêm một số ý tưởng. Ahn rất ấn tượng trước sự tôn trọng của nam diễn viên lớn tuổi dành cho bạn diễn nhỏ của mình. "Đáng lẽ [Dennehy] hoàn toàn có thể diễn sơ sài và tôi sẽ rất biết ơn điều đó", Ahn nói. "Tuy nhiên Dennehy thực sự rất cố gắng. Ông đã làm việc chăm chỉ.":12:50
Mặc khác, Châu cũng vậy, lần đầu nhận lời đóng vai người mẹ trong phim, cô đã xây dựng mối quan hệ tương tự với Jaye. Đạo diễn Ahn nhớ lại, trong khung hình hai mẹ con ăn pizza ở hiên nhà tối om của người chị gái đã khuất April, họ vẫn tiếp tục tương tác và ăn uống giữa những lần bấm máy. "Cảm giác trông thật dễ dàng và tự nhiên. Tôi thật may mắn."
Châu cho biết có sự ứng biến trong các cảnh quay, cô hồi tưởng lại: “Tôi nghĩ mình có thể đã thêm vài chi tiết nữa so với những gì có sẵn trong kịch bản” khi ở gần cậu bé. Tuy nhiên "chúng đã bị chỉnh sửa." Khi cô nghiêng người về phía Jaye và thì thầm "Hãy ước đi con!" vào tai cậu bé trong bữa tiệc sinh nhật, một câu thoại do cô khởi hứng nghĩ ra, Ahn đã xúc động rơi nước mắt.:24:30  Biệt danh "Giáo sư" của Châu dành cho Cody hoàn toàn không có trong kịch bản.:15:35
Bản thân Jaye cũng thêm tình tiết nhỏ vào bộ phim. Sau khi đạo diễn hình ảnh Ki Jin Kim vô tình thấy Jaye đang đạp điếu thuốc vứt đi của Châu mỗi lần quay đoạn dừng xe tải ở đầu phim, Ahn đã quay lại cận cảnh hành động đó:16:50 trong phim để thiết lập mối quan hệ giữa các nhân vật.
Ahn tiếp tục thêm khung hình Châu lui vào quán bar nghỉ ngơi sau đó trong tác phẩm. Anh trả lời phỏng vấn trang tin The Film Stage: "cảm thấy nó quá thật trong tình huống này... Tôi thực sự yêu thích phân đoạn đó vì nhìn thấy được tính độc lập của một người phụ nữ, sự độc lập của một bà mẹ." Ahn cũng bị ấn tượng bởi khả năng Châu chơi trò Big Buck Hunter khá giỏi, điều đó khiến anh muốn tạo thêm dự án phim hành động cho cô. Đạo diễn và Ki Jin Kim bắt đầu nhận thấy nữ diễn viên không cần phủ sóng nhiều (quay phim từ nhiều vị trí hơn để dùng cho thành phẩm cuối cùng), vậy nên họ bắt đầu ghi hình cô với thời lượng ngày càng dài hơn.:44:20
Châu thiết lập mối quan hệ của riêng mình với Dennehy, cô cho biết buổi thu hình là thử thách về thể chất do tuổi tác của ông và cái nóng mùa hè. Do kinh phí phim quá thấp nên các diễn viên không thể sở hữu xe kéo du lịch cho riêng mình, Dennehy thư giãn giữa các cảnh trong phòng khách của căn nhà không sử dụng, và trò chuyện với công nhân tại bàn dịch vụ thủ công hoặc bất kỳ ai khác ở đó cùng ông. Châu cho biết một số chủ đề yêu thích của Dennehy khi hai người nói chuyện với nhau là về những đứa cháu, diễn xuất và thời thơ ấu của ông lớn lên ở New York.
Bộ phim có một ví dụ về quảng cáo nhúng, đó là chiếc bánh pizza Rocky Rococo được giao cho Kathy và Cody trong bữa tối. Theo Ahn, gia đình trợ lý đạo diễn đầu tiên của bộ phim đã thành lập chuỗi cửa hàng (chỉ nằm ở vùng Trung Tây) và họ có thể nhận được áo phông, mũ và hộp bánh pizza để sử dụng trong phim. "Đó chỉ là điều thú vị bao gồm" Ahn nhớ lại.:23:00 Châu hồi tưởng sự kiện đó một cách trìu mến vì cô đói và liên tục ăn pizza giữa những lần thu hình, Ahn lo ngại Châu có thể quá no khi quay nhiều cảnh hơn nếu cần.:23:50
Bên cạnh đó, nếu để ý kỹ, có thể nghe thấy giọng nói của chính vị đạo diễn (không có hình) hô to "Bingo!" trong cảnh chơi lô tô tại hội trường VFW. "Tôi nhận ra khi đang xem nó trong bài đăng mà mình đã quên biên tập lại": anh nói vào năm 2020. Điều này gần đạt mức anh muốn xuất hiện trong các bộ phim của chính mình.:29:40
Ahn cho biết việc quay phim tại nhà của nhân vật April thường dễ hơn nhiều, nhà thiết kế sản xuất nghĩ ra ý tưởng chất toàn bộ các vật dụng tích trữ lên những chiếc bàn gắn bánh xe để có nhiều lựa chọn hơn cho vị trí đặt máy quay, đồng thời giúp việc di chuyển chúng vào và ra khỏi nhà thuận tiện hơn.:20:50 Bên cạnh đó, Châu cũng đang thực sự dọn dẹp nhà cửa trong phim, cô nói với trợ lý sản xuất chiếc hộp nhân vật mang ra khỏi nhà thực tế nên có nhiều đồ hơn trong đó, rồi tự chất thêm vài thứ vào. "Tôi thực sự ghét thể loại diễn viên hay bảo 'làm ơn vấy bẩn thêm đôi giày của tôi được không?'": Châu nói, "nhưng những điều nhỏ nhặt như thế lại quan trọng.":21:20
Ahn nhận thấy việc chỉ đạo kịch bản của người khác - điều mà trước đây chỉ mới thực hiện cho một chương trình truyền hình, đã cải thiện khả năng của anh với tư cách là đạo diễn. Ahn nhận xét: "Có vài điều khách quan nhất định mà bạn có thể có với kịch bản khi chưa viết nó". Khi làm việc với tác phẩm của chính mình, nếu một cảnh khiến bản thân bối rối, đơn giản chỉ cần chấm bút phác thảo lại. Nhưng trong cốt truyện của Bos và Thureen, thay vào đó, Ahn buộc phải cố gắng hiểu rõ hơn về phân cảnh đó. "Tôi thực sự sẽ nghiên cứu nguồn tư liệu." Ngoài ra, vị đạo diễn tin rằng trải nghiệm này đã giúp anh trở thành một nhà văn giỏi hơn. "Bạn bắt đầu nhận thấy, theo cách rất mãnh liệt, những gì các tác giả khác đang làm... Khi bạn thực sự phải chỉ đạo nội dung của người khác, bài học mà bạn rút ra được về lối hành văn thực sự sẽ xuất hiện." Nhờ kinh nghiệm này, Ahn đã lên kế hoạch luân phiên giữa việc đạo diễn dự án của mình và người khác trong suốt phần còn lại sự nghiệp làm phim.
Tại một cuộc thảo luận trực tuyến do Học viện Âm nhạc Brooklyn tổ chức, Ahn được hỏi về những bài học mà anh đúc kết từ việc tạo ra Spa Night đã giúp ích gì cho việc thực hiện Driveways. Anh cho biết việc đạo diễn một bộ phim là hoạt động đòi hỏi rất nhiều về thể chất, nào là phải di chuyển xung quanh liên tục, mô phỏng vị trí của diễn viên và camera trên trường quay, cúi người xuống để tránh bị lọt vào khung hình... Những thứ này tốn thời gian hơn hẳn so với quá trình hoàn thành bộ phim đầu tay Spa Night, ở thời điểm rất nóng ngay giữa mùa hè ẩm ướt. Ahn nói rằng anh đã chuẩn bị trước bằng cách nghỉ ngơi và uống đủ nước. Tuy nhiên, việc mang giày không hợp đã khiến anh mất hết cảm giác các ngón chân trong trường quay.:30:25

## Phát hành
Dự án đã có buổi ra mắt toàn cầu tại Liên hoan phim Quốc tế Berlin vào ngày 10 tháng 2 năm 2019. Hai tháng sau, Driveways tiếp tục là một trong năm tác phẩm đầu tiên được chọn để công chiếu và đánh giá tại Liên hoan phim Tribeca. Cuối năm đó, hãng FilmRise chính thức trở thành đối tác ủy quyền phân phối.
Với việc hầu hết các rạp chiếu đóng cửa do đại dịch COVID-19, FilmRise quyết định phát hành Driveways qua hình thức dịch vụ video theo yêu cầu vào ngày 7 tháng 5 năm 2020.

## Đón nhận

### Chuyên môn
Trên trang web tổng hợp đánh giá Rotten Tomatoes, bộ phim nhận về tỷ lệ tán dương đạt ngưỡng 99% gần mức tuyệt đối dựa trên 77 bài bình luận, với điểm trung bình là 7.9/10. Nhìn chung các nhà phê bình đều đồng thuận ở: "lối kể chuyện nhẹ nhàng nhưng mạnh mẽ, Driveways kiếm tìm tính cách gắn liền với nền tảng lễ nghi phép tắc — và cũng là lời tạm biệt sâu sắc đến Brian Dennehy." Trên Metacritic, bộ phim có số điểm trung bình 83/100 dựa trên 19 nhà phê bình, cho thấy "sự đồng lòng hoan nghênh".

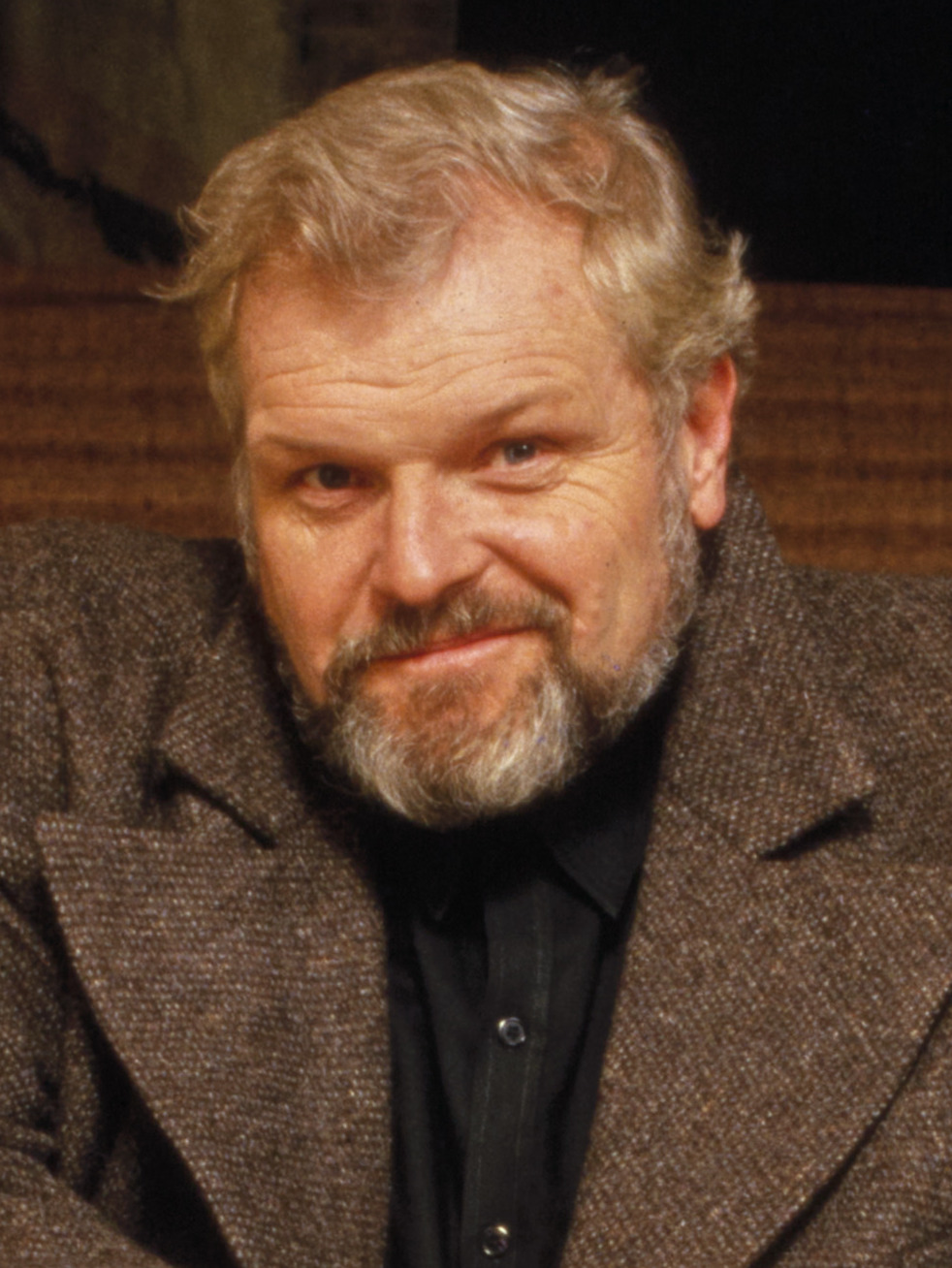
Brian Dennehy nhận về nhiều lời khen cho màn hóa thân cựu binh trong Driveways, nhiều nhà phê bình nhận định đây là vai diễn xuất sắc cuối cùng trong sự nghiệp của ông.

Cây bút Michael Phillips của nhật báo Chicago Tribune gọi đây là "câu chuyện ngắn 83 phút nhỏ, rất yên tĩnh và mạnh mẽ của bộ phim." Khi Brian Dennehy qua đời trước đó vài tuần, Phillips đã nhìn nhận lại tổng thể sự nghiệp diễn xuất trên sân khấu và màn ảnh của nam diễn viên, cho biết màn nhập vai cựu chiến binh Del "thật tuyệt vời... Tôi rất vui vì đạo diễn Ahn và đoàn phim đã thu xếp để trao cho Dennehy một mỏ vàng hào phóng như thay cho lời tiễn biệt đến ông ấy." David Fear của tờ Rolling Stone - người đã tham dự buổi công chiếu bộ phim trước đó - cũng đồng tình với nhận định này, ông nhận xét: "Thứ mà chúng ta không hề hay biết đó là Dennehy đã có bước chuyển mình tuyệt vời lần cuối trước khi giã từ trần thế, một người gợi cho bạn liên tưởng về vóc dáng to lớn và nghịch lý thay, cũng chính là gã khổng lồ hiền lành xuất hiện trên màn ảnh.... Hãy xem ngay bây giờ, nó tựa như sự cứu rỗi."
Isabel Jones đến từ tạp chí InStyle nhận định chính đại dịch COVID-19 đã khiến cô xem xét lại đánh giá của mình về bộ phim. Các nhà phê bình khác cho biết chủ đề tác phẩm vô tình phản ánh đúng hiện thực thèm khát cuộc sống mà mọi người từng có trước khi dịch bệnh ập đến. Đó là được mời tham dự một bữa tiệc sinh nhật, là những buổi trò chuyện tâm tình với bà con láng giềng, là những chuyến du hành đi đây đó... Chứ không phải đối mặt với thực trạng tù túng vì buộc phải giãn cách xã hội. "Giống như hầu hết các nền văn hóa đại chúng hiện nay, Driveways có cảm giác hơi giống một câu truyện cổ tích. Đột nhiên tôi lại hoài niệm về nhiều thứ mà trước đây mình rất ghét, chẳng hạn như chuyến viếng thăm bất ngờ từ người hàng xóm tọc mạch hoặc sân trượt patin ồn ào", Alissa Wilkinson của trang tin Vox tâm sự. Cô thấy bộ phim như tiên đoán trước kiểu quan hệ mà mọi người có thể tìm kiếm khi dịch bệnh giảm bớt, gần gũi hơn với mái ấm thực của họ. "Đối với tôi, Driveways giống như chú đom đóm bị tống vào lọ, tia sáng nhỏ nhoi của thứ tựa như niềm hy vọng vào việc chúng ta có thể học hỏi và thương yêu lẫn nhau, bất chấp bão tố đang hoành hành thế giới ngoài kia."
Bên cạnh đó, Hồng Châu và Lucas Jaye cũng nhận được nhiều lời khen về màn trình diễn trong phim. "Bà mẹ đơn thân [Châu] mang đến cho bạn bức chân dung nhẫn nại về sự thận trọng và vẻ mệt mỏi": David Fear viết. "Có thể thấy tình yêu của cô ấy dành cho con trai mình cũng như sự thiếu kiên nhẫn đáng tin của cô đối với vài điều kỳ quặc đến từ đứa con": Alissa Wilkinson nhận định.  Theo quan điểm của Fear, Jaye đã lấy đi "một trong những bước ngoặt sớm phát triển tối thiểu nhất từ trước đến nay đối với diễn viên nhí." Vào thời điểm công chiếu dự án ở Berlin, tạp chí Variety nhận định Jaye "luôn thuyết phục, không đáng yêu giả tạo".
Trong số những lời phê bình tiêu cực, Jude Dry của trang IndieWire - một trong những cây bút đánh giá bộ phim sớm nhất, đã dành lời lẽ khiêm tốn hơn cho tác phẩm. Ông chấm phim điểm B− và viết: "Mặc dù sự kiềm chế nói chung là phương cách tiếp cận khôn ngoan khi kể chuyện, nhưng nó có nguy cơ tường thuật lại vô cùng sơ sài khiến khán giả không thể kết nối được". Trong khi dàn diễn viên hoàn thành nhiệm vụ và Andrew Ahn đã chỉ đạo rất tốt, "vị đạo diễn cùng nhân vật nhí dễ thương lại không thể đẩy câu chuyện buồn ngủ ra khỏi vùng thoải mái quen thuộc của nó... Bằng cách chơi từng nốt nhạc thì thầm, Driveways vô tình phủ nhận các nhân vật được khắc họa một cách đằm thắm ở cao trào biểu cảm mà họ xứng đáng có được."

### Giải thưởng
| Giải thưởng                                         | Năm  | Hạng mục                                               | Người nhận                | Kết quả   | Ref.          |
| --------------------------------------------------- | ---- | ------------------------------------------------------ | ------------------------- | --------- | ------------- |
| Giải Liên Hoan Phim Quốc Tế Berlin                  | 2019 | Giải Teddy Cho Phim Điện Ảnh Hay Nhất                  | Andrew Ahn                | Đề cử     | [ 35 ] [ 36 ] |
| Giải Liên Hoan Phim Quốc Tế Berlin                  | 2019 | Gấu Pha Lê Cho Phim Hay Nhất (Kplus)                   | Andrew Ahn                | Đề cử     | [ 37 ] [ 38 ] |
| Giải Chlotrudis                                     | 2020 | Nam Diễn Viên Phụ Xuất Sắc Nhất                        | Brian Dennehy             | Đề cử     | [ 39 ]        |
| Giải Dorian                                         | 2021 | Phim Không Được Ca Ngợi Hay Nhất                       | Driveways                 | Đề cử     | [ 40 ]        |
| Giải Hiệp Hội Phê Bình Phim Florida                 | 2020 | Nam Diễn Viên Phụ Xuất Sắc Nhất                        | Brian Dennehy             | Về nhì    | [ 41 ] [ 42 ] |
| Giải Hiệp Hội Phê Bình Phim Florida                 | 2020 | Giải Đột Phá                                           | Lucas Jaye                | Đề cử     | [ 41 ] [ 42 ] |
| Giải Liên Hoan Phim Gimli                           | 2020 | Giải Do Khán Giả Bình Chọn Hay Nhất Của Liên Hoan Phim | Andrew Ahn                | Đoạt giải | [ 43 ]        |
| Giải Thưởng Hiệp Hội Phê Bình Phim Đại Tây New York | 2020 | Phim Hay Nhất                                          | Driveways                 | Đề cử     | [ 44 ]        |
| Giải Thưởng Hiệp Hội Phê Bình Phim Đại Tây New York | 2020 | Nam Diễn Viên Phụ Xuất Sắc Nhất                        | Brian Dennehy             | Đề cử     | [ 44 ]        |
| Giải Thưởng Hiệp Hội Phê Bình Phim Đại Tây New York | 2020 | Kịch Bản Gốc Hay Nhất                                  | Hannah Bos & Paul Thureen | Đề cử     | [ 44 ]        |
| Giải Tinh Thần Độc Lập                              | 2020 | Nữ Chính Xuất Sắc Nhất                                 | Hồng Châu                 | Đề cử     | [ 2 ]         |
| Giải Tinh Thần Độc Lập                              | 2020 | Kịch Bản Đầu Tay Hay Nhất                              | Hannah Bos & Paul Thureen | Đề cử     | [ 2 ]         |
| Giải Ủy Ban Quốc Gia Về Phê Bình Điện Ảnh           | 2021 | Mười Phim Độc Lập Hàng Đầu                             | Driveways                 | Đoạt giải | [ 45 ] [ 46 ] |
| Giải Remi                                           | 2020 | Ngôi Sao Nam Đang Lên Xuất Sắc Nhất                    | Lucas Jaye                | Đoạt giải | [ 47 ] [ 48 ] |
| Giải Remi                                           | 2020 | Phim Điện Ảnh - Chính kịch / Nguyên Bản                | Andrew Ahn                | Đoạt giải | [ 47 ] [ 48 ] |
| Giải Remi                                           | 2020 | Giải Thành Tựu Trọn Đời                                | Brian Dennehy             | Đoạt giải | [ 47 ] [ 48 ] |
| Giải Liên Hoan Phim Châu Á San Diego                | 2019 | Phim Tường Thuật Xuất Sắc Nhất                         | Andrew Ahn                | Đoạt giải | [ 49 ] [ 50 ] |
| Giải Hội Phê Bình Phim San Diego                    | 2021 | Nam Diễn Viên Chính Xuất Sắc Nhất                      | Brian Dennehy             | Đề cử     | [ 51 ] [ 52 ] |
| Giải Vệ Tinh                                        | 2021 | Nam Diễn Viên Phụ Xuất Sắc Nhất                        | Brian Dennehy             | Đề cử     | [ 53 ]        |
| Giải Liên Hoan Phim Quốc Tế Seattle                 | 2019 | Cuộc Thi Điện Ảnh Hoa Kỳ Mới Ra Mắt                    | Andrew Ahn                | Đề cử     | [ 54 ] [ 55 ] |